# Ladoga nigra
Ladoga nigra är en fjärilsart som beskrevs av Groult 1885. Ladoga nigra ingår i släktet Ladoga och familjen praktfjärilar. Inga underarter finns listade i Catalogue of Life.